# Stern
Sternul (Sternum) sau osul pieptului este un os nepereche, plat și alungit, situat median în partea anterioară a toracelui, cu direcție oblică de sus în jos și dinapoi înainte. Pe schelet el este așezat între cele două clavicule și între primele șapte perechi de coaste. Sternul este compus din trei piese: una superioară, numită manubriu, una mijlocie, numită corp, iar alta inferioară, numită proces xifoidian. Corpul sternului este unit cu manubriul prin intermediul sincondrozei manubriosternale, iar procesul xifoidian este unit cu corpul sternului prin intermediul sincondrozei xifosternale. Sternul prezintă o față anterioară și alta posterioară, două margini laterale, o bază (aflată pe manubriu) și un vârf (format de procesul xifoidian). Manubriul formează cu corpul sternului unghiul sternal. Sternul se articulează cu cele 2 clavicule (articulațiile sternoclaviculare), și cu cartilajele primelor 7 perechi de coaste (articulațiile sternocostale).

## Manubriul
Manubriul sternal (Manubrium sterni) numit și mânerul sternal sau presternul (Presternum) este segmentul cranial (superior) al sternului, care se articulează cu cele 2 clavicule și cu prima pereche de coaste. Este plat, turtit antero-posterior și triunghiular, se prezintă mai lat sus și se îngustează spre unirea lui cu corpul sternului. Prezintă 2 fețe:  fața anterioară și fața posterioară, 4 margini: două margini laterale, marginea superioară (baza sternului) și marginea inferioară.
- Fața anterioară a manubirului este netedă, convexă transversal și concavă vertical. Pe porțiunea ei superioară se inseră capul sternal al mușchiului sternocleidomastoidian (Musculus sternocleidomastoideus), iar pe porțiunea laterală se inseră fasciculul sternocostal al mușchiului pectoral mare (Musculus pectoralis major).
- Fața posterioară a manubirului este concavă și netedă.  Pe porțiunea ei superioară se inseră mușchiul sternohioidian (Musculus sternohyoideus), iar sub această inserție se inseră mușchiul sternotiroidian (Musculus sternothyroideus). Partea superioară a feței posterioare se află în raport de vecinătate cu timusul (Thymus), vena brahiocefalică stângă (Vena brachiocephalica sinistra), trunchiul brahiocefalic (Truncus brachiocephalicus), artera carotidă comună stângă (Arteria carotis communis sinistra) și artera subclaviculară stângă (Arteria subclavia sinistra). Partea inferioară a feței posterioare se află în raport de vecinătate cu arcul aortei (Arcus aortae).
- Marginea superioară a manubirului sau baza sternului este groasă. În porțiunea mediană, se află o scobitură largă, concavă în sus, numită incizura jugulară sau furculița sternală (Incisura jugularis sterni), concavă în sens transversal și care se poate palpa sub piele. Scobitura jugulară este situată la limita dintre gât și torace. Pe  incizura jugulară se inseră ligamentul interclavicular (Ligamentum interclaviculare). Pe laturile scobiturii jugulare se găsește câte o suprafață articulară ovală numită incizura (scobitură) claviculară (Incisura clavicularis sterni) care servește pentru articularea sternului cu fața articulară sternală a claviculă (Facies articularis sternalis claviculae) în cadrul articulației sternoclaviculare (Articulatio sternoclavicularis). Incizurile claviculare privesc în sus și posterolateral.
- Marginile laterale a manubriului sunt marcate în partea superioară de câte o depresiune aflată dedesubtul incizurii claviculare - incizura costală pentru articulația cu cartilajul coastei I, formând sincondroza sternocostală a primei coaste (Synchondrosis sternocostalis costae primae). Sub acestă incizură costală se află o semifațetă articulară mică care împreună cu o semifațetă articulară de marginea laterală a corpului sternului formează incizura costală pentru articulația cu cartilajul coastei II în cadrul articulațiilor sternocostale (Articulationes sternocostales). Marginile laterale a manubriului vin în contact direct cu pleura parietală (Pleura parietalis).
- Marginea inferioară a manubriului este ovală și rugoasă, pe ea se află un strat cartilajinos hialin subțire și se articulează cu corpul sternului formând sincondroza manubriosternală (Synchondrosis manubriosternalis).
- Oasele suprasternale (Ossa suprasternalia), numite și oase episternale, sunt 1-2 oscioare mici, inconstante (întâlnite la 1-7% din pacienți), situate pe marginea superioară a sternului, lateral de incizura jugulară, în ligamentele articulațiilor sternoclaviculare. Ele pot fuziona cu manubriul sau se pot articula posterior cu marginea laterală a incizurei jugulare. Au o formă piramidală cu o bază articulară.  Oasele suprasternale sunt cartilaginoase la nou-născuți și se osifică la pubertate. Ele ar fi omoloagele părților interne ale episternului unor vertebrate.

## Corpul sternului
Corpul sternului (Corpus sterni) numit și  mezostern (Mesosternum) este segmentul mijlociu al sternului, aflat între manubriu și procesul xifoidian. Este mai lung, mai îngust și mai subțire față de manubriu și este mai lat în porțiunea inferioară. Prezintă 2 fețe: fața anterioară și fața posterioară și 4 margini: două margini laterale, marginea superioară și marginea inferioară. Corpul sternului embrionar este format din 4 segmente numite sternebre (Sternebrae) care persistă până la pubertate. Sternebrele sunt unite între ele prin joncțiuni cartilaginoase. Aceste joncțiuni se osifică la pubertate și la 25 de ani antrenează o fuziune progresivă a sternebrelor formând corpul sternului la adult. Liniile de fuziune a sternebrelor se văd pe fața anterioară a corpului sternului la adult.
- Fața anterioară a corpului sternului numită și planul sternal (Planum sternale) este situată superficial sub tegumente și prezintă trei (sau patru) creste (linii) transversale, corespunzătoare sudurii celor 4 sternebre primitive. Uneori (la 7% din adulți) pe porțiunea inferioară a feței anterioare înte sternebrele trei și patru se află o gaură de dimensiuni variabile numită gaura sternală (Foramen sternale). Pe partea inferioară a feței anterioare, imediat deasupra apendicelui xifoid există o depresiune numită foseta xifoidiană (sau foseta supraxifoidiană). Pe fața anterioară se inseră fasciculul sternocostal al mușchiului pectoral mare (Musculus pectoralis major).
- Fața posterioară a corpului sternului e ușor concavă și prezintă de asemenea, însă mai discret,  trei linii (creste) transversale ca și fața anterioară. În partea inferioară a feței posterioare, lângă marginea laterală se inseră mușchiul transvers toracic (Musculus transversus thoracis). Fața posterioară este în raport cu organele toracice: de fiecare parte se află în contact direct cu pleura parietală, iar la stânga cu pericardul fibros care acoperă inima.
- Marginea superioară a corpului sternului este ovală și se articulează cu manubriul formând sincondroza manubriosternală (Synchondrosis manubriosternalis).
- Marginea inferioară a corpului sternului este îngustă și se articulează cu procesul xifoidian formând sincondroza xifosternală (Synchondrosis xiphisternalis sau Synchondrosis xiphosternalis).
- Marginile laterale a corpului sternului, în număr de două, prezintă de fiecare parte 4 incizuri costale (Incisurae costales) și 2 semifațete articulare (una pe extremitatea superioară, alta pe extremitatea inferioară). Semifațeta articulară de pe extremitatea superioară a marginii laterale a corpului sternului se articulează cu partea inferioară a cartilajului costal al coastei a II-a și împreună cu semifațeta articulară de pe marginea laterală a manubriului formează incizura costală pentru articulația cu cartilajul coastei a II. Semifațeta articulară de pe extremitatea inferioară a marginii laterale a corpului sternului se articulează cu partea superioară a cartilajului costal al coastei a VII-a și împreună cu semifațeta articulară de pe marginea laterală a procesului xifoidian formează incizura costală pentru articulația cu cartilajul coastei a VII.  Între aceste două semifațete articulare de pe corpul sternului se află 4 incizuri (scobituri) costale (Incisurae costales) care se articulează cu cartilajele costale ale coastelor III-VI. Între incizurile costale se află niște depresiuni semilunare nearticulare - scobiturile intercostale - care se micșorează în jos și formează limita anterioară a spațiilor intercostale. Marginile laterale se află în raport de vecinătate cu pleura și plămânii.

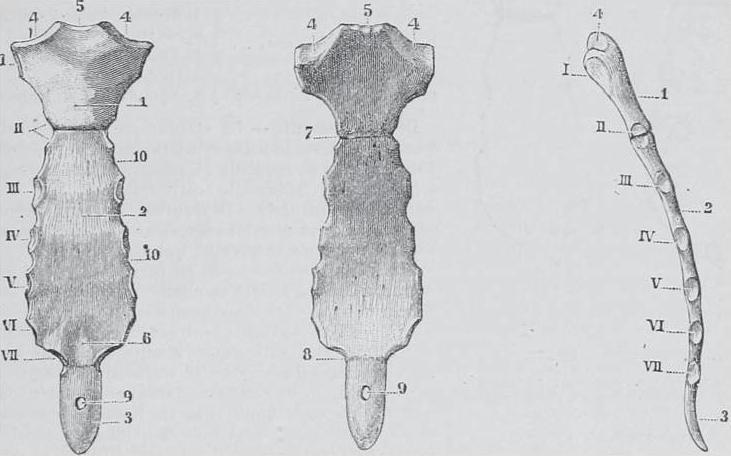
Sternul (după L. Testut. Traité d'anatomie humaine : anatomie descriptive, histologie, développement, 1896. Fig. 66-68)
La stânga - fața anterioară, la mijloc - fața posterioară, la dreapta - marginea laterală văzută din dreapta.
1 - Manubriul sternului.
2 - Corpul sternului.
3 - Procesul xifoid.
4 - Incizura claviculară.
5 - Incizura jugulară.
6 - Foseta xifoidiană.
7 - Sincondroza manubriosternală.
8 - Sincondroza xifosternală.
9 - Gaura sternală sau xifoidiană.
10 - Incizuri intercostale nearticulare.
I, II, III, IV, V, VI, VII - Incizuri costale articulare; între ele se văd incizurile intercostale.

## Unghiul sternal
Unghiul sternal sau unghiul Louis (Angulus sterni) este un unghi aflat pe fața anterioară a sternului format de manubriul și corpul sternului și care corespunde sincondrozei manubriosternale. El bombează anterior și are o convexitate anterioară. Unghiul lui Louis se poate vedea și palpa ușor sub piele la omul viu și servește ca punct de reper, pe viu, a coastei a II-a; aceasta se articulează cu sternul prin intermediul cartilajului costal la nivelul unghiului Louis. Plecând de la unghiul Louis și de la coasta a II-a, se pot numerota și palpa toate coastele și spațiile intercostale. Unghiul Louis indică de asemenea nivelul arcului aortei, bifurcației traheei și discului intervertebral T4/T5.

## Procesul xifoidian
Procesul xifoidian (xifoid) (Processus xiphoideus), numit și apendicele xifoid, metastern (Metasternum), xifistern (Xiphisternum), procesul enziform formează vârful sternului. Reprezintă segmentul inferior al sternului și se află în epigastriu. Este elementul cel mai mic și cel mai variabil al sternului, având  forme și dimensiuni variate, poate fi ovalar sau triunghiular, larg sau subțire, ascuțit sau bifid (bifurcat), curbat sau deviat spre o parte; este adesea perforat la mijloc de un orificiu. Procesul xifoidian este cartilaginos la persoanele tinere și se de obicei se osifică la bătrâni. 
- Pe unghiurile superioare ale marginii laterale ale procesului xifoidian se află 2 semifațete mici care se articulează de fiecare parte cu marginea inferioară a cartilajului coastei VII.
- Procesul xifoidian se articulează cu corpul sternului printr-o articulație cartilaginoasă - sincondroza xifosternală (Synchondrosis xiphisternalis sau Synchondrosis xiphosternalis) care se se osifică între 40-50 de ani, devenind o sinostoză.
- Pe fața anterioară a procesului xifoidian se inseră mușchiul drept abdominal (Musculus rectus abdominis), iar mai sus se inseră aponevroza mușchiului oblic extern al abdomenului (Musculus obliquus externus abdominis). Pe marginile laterale a procesului xifoidian se inseră aponevrozele mușchiului oblic intern al abdomenului (Musculus obliquus internus abdominis) și a mușchiul transvers al abdomenului (Musculus transversus abdominis). Pe vârful (extremitatea inferioară) a procesului xifoidian se inseră linia albă (Linea alba). Pe fața posterioară a procesului xifoidian se inseră porțiunea sternală a diafragmei (Pars sternalis diaphragmatis) și mușchiul transvers al toracelui (Musculus transversus thoracis). Procesul xifoid se află în apropiere de fața anterioară a ficatului.

## Nomenclatura anatomică
În tabel sunt redate denumirile după Terminologia Anatomica (TA) 1998.
| Codul        | Termenul latin                        | Termenul român                                                                                    | Termenul englez                   | Termenul francez |
| ------------ | ------------------------------------- | ------------------------------------------------------------------------------------------------- | --------------------------------- | --- |
| A02.3.03.001 | Sternum                               | Sternul                                                                                           | Sternum                           | Sternum |
| A02.3.03.002 | Manubrium sterni                      | Manubriul sternal, Mânerul sternal, Presternul                                                    | Manubrium of sternum              | Manubrium du sternum, Manche du sternum; Poignée du sternum; Présternum                                                             |
| A02.3.03.003 | Incisura clavicularis manubrii sterni | Incizura claviculară, Scobitură claviculară                                                       | Clavicular notch                  | Incisure claviculaire du manubrium du sternum, Facette claviculaire du sternum; Échancrure claviculaire du sternum                  |
| A02.3.03.004 | Incisura jugularis sterni             | Incizura jugulară, Furculița sternală                                                             | Jugular notch; Suprasternal notch | Incisure jugulaire du sternum, Fourchette sternale                                                                                  |
| A02.3.03.005 | Angulus sterni                        | Unghiul sternal, Unghiul Louis                                                                    | Sternal angle                     | Angle sternal, Angle de Louis |
| A02.3.03.006 | Corpus sterni                         | Corpul sternului, Mezosternul                                                                     | Body                              | Corps du sternum, Mésosternum, Gladiolus, Lame du sternum                                                                           |
| -            | -                                     | Gaura sternală                                                                                    | Sternal foramen                   | Trou sternal, Trou xiphoïdien |
| -            | -                                     | Foseta xifoidiană Foseta supraxifoidiană                                                          | -                                 | Fossette sus-xiphoïdienne, Fossette xiphoïdienne                                                                                    |
| A02.3.03.007 | Processus xiphoideus                  | Procesul xifoidian, Procesul xifoid, Apendicele xifoid, Metastern, Xifisternul, Procesul enziform | Xiphoid process                   | Processus xiphoïde, Appendice ensiforme, Appendice xiphoïde, Clipeum stomachi, Pointe du sternum, Processus ensiforme, Xiphisternum |
| A02.3.03.008 | Incisurae costales sterni             | Incizuri costale, Scobituri costale                                                               | Costal notches                    | Incisures costales du sternum, Échancrures costales du sternumÉchancrures articulaires du sternum                                   |
| -            | -                                     | Incizuri intercostale, Scobituri intercostale                                                     | Intercostal spaces                | Échancrures non articulaires du sternum, Échancrures intercostales du sternum                                                       |
| A02.3.03.009 | (Ossa suprasternalia)                 | Oasele suprasternale, Oasele episternale                                                          | (Suprasternal bones)              | Os suprasternaux |